# Andrzej Przemyski
Andrzej Paweł Przemyski (ur. 1956 w Lublinie) – polski historyk, oficer Policji, posiada stopień naukowy doktora historii.

## Życiorys
Andrzej Paweł Przemyski urodził się w Lublinie w 1956 roku. Absolwent II LO im. Jana Zamoyskiego w Lublinie (1975). W 1982 ukończył studia historyczne na Uniwersytecie Marii Curie-Skłodowskiej w Lublinie. W 1984 rozpoczął pracę w Zakładzie Historii Najnowszej UMCS w Lublinie. Wcześniej był przewodnikiem górskim, urzędnikiem i nauczycielem. W 1986 uzyskał stopień doktora za pracę poświęconą zrzutom lotniczym dla Armii Krajowej. Zajmuje się historią najnowszą, szczególnie dziejami Armii Krajowej i Polskich Sił Zbrojnych na Zachodzie.
W grudniu 1991 r. wstąpił do Policji, obejmując funkcję rzecznika prasowego Komendanta Wojewódzkiego Policji w Lublinie, następnie zaś w 1995 r. rzecznika prasowego Komendanta Głównego Policji. W latach 2000–2004 oraz 2008-2009  pełnił funkcje dyrektora i zastępcy dyrektora departamentu porządku publicznego w Ministerstwie Spraw Wewnętrznych i Administracji. W 2012 roku przeszedł na emeryturę w stopniu inspektora Policji.  
W latach 2012–2020 pełnił funkcję wykładowcy na Wydziale Prawa i Nauk Społecznych w Uniwersytecie Humanistycznospołecznym SWPS w Warszawie. 
W 2014 roku był doradcą Ministra Sprawiedliwości. W 2015 roku pełnił funkcję doradcy Sekretarza Stanu - koordynatora służb specjalnych w Kancelarii Prezesa Rady Ministrów. 
Opublikował kilkanaście artykułów naukowych i popularnonaukowych, zamieszczonych m.in. w „Wojskowym Przeglądzie Historycznym”, „Roczniku Lubelskim”, w „Zeszytach Naukowych Uniwersytetu Jagiellońskiego. Prace Historyczne”. W 1990 r. opublikował biografię gen. Leopolda Okulickiego, ostatniego komendanta Armii Krajowej pt. Ostatni Komendant Generał Leopold Okulicki. W 1990 r. za książkę tę otrzymał Nagrodę im. Jerzego Łojka.
W 1991 r. ukazała się jego monografia poświęcona polskim lotnikom z Eskadry do Zadań Specjalnych RAF pt. Z pomocą żołnierzom podziemia, Wydawnictwa Komunikacji i Łączności, 1991.

## Wybrane publikacje
- Ostatni Komendant Generał Leopold Okulicki, Wydawnictwo Lubelskie, 1990, ISBN 83-222-0689-5[8].
- Z pomocą żołnierzom podziemia, Wydawnictwa Komunikacji i Łączności, 1991, ISBN 83-206-0833-3[5][1],
- Wydanie II Z pomocą żołnierzom podziemia, Wydawnictwa Komunikacji i Łączności, 2006, ISBN 978-83-206-1622-4[7][6][9].
- Guide to the Hall of Remembrance Lublin, 10 Lubartowska Street Izba Pamięci Żydów Lublina, Lublin ul. Lubartowska 10[10], Współtwórca: Przemyski, Andrzej[10]. Oprac. Trzciński, Andrzej. Oprac. Weinbaum, Laurence. Tł.; Friedman, Michał. Tł., Język: angielski; hebrajski; polski, Towarzystwo Opieki nad Pamiątkami Kultury Żydowskiej w Lublinie. Przewodnik po zabytkach i pamiątkach zgromadzonych w Izbie Pamięci Żydów Lublina[10].
- Community Policing po polsku, w:  Janina Czapska, Witold  Krupiarz (red) Zapobieganie przestępczości w środowiskach lokalnych, Warszawa 1999.
- Potencjalne obiekty ataku terrorystów (studium procesu wyboru celu zamachu), w:  Emil W. Pływaczewski (red.) Przestępczość zorganizowana, świadek koronny, terroryzm w ujęciu praktycznym, Kraków 2005, ss. 517-532;
- Współczesny terroryzm w powieści sensacyjnej. Zjawisko terroryzmu w cyklu powieści Toma Clancy’ego, w: Jerzy Szafrański, Jerzy Kosiński (red.), Współczesne zagrożenia terrorystyczne oraz metody ich zwalczania, Szczytno 2007, ss. 285-296;